# Ryuji Izumi
Ryuji Izumi (和泉 竜司 Izumi Ryūji?, Mie, 6 de noviembre de 1993) es un futbolista japonés que juega como defensa en el Nagoya Grampus de la J1 League.

## Trayectoria

### Clubes
| Club            | País  | Año       |
| --------------- | ----- | --------- |
| Nagoya Grampus  | Japón | 2016-2019 |
| Kashima Antlers | Japón | 2020-2022 |
| Nagoya Grampus  | Japón | 2023-     |

## Palmarés

### Títulos nacionales
| Título         | Club           | País  | Año  |
| -------------- | -------------- | ----- | ---- |
| Copa J. League | Nagoya Grampus | Japón | 2024 |